# Pereres (Veciana)
Pereres és un conjunt de Veciana (Anoia) inclòs a l'Inventari del Patrimoni Arquitectònic de Catalunya.

## Descripció
És un conjunt arquitectònic constituït per una església i diversos edificis de residència, de construcció moderna, (aproximadament 1956-1960). Sobresurten la porxada i una alta torre-campanar.

## Història
El mas de Pereres, citat el 1136, fou una donació de la família Segur al monestir de l'Estany. Va ser el 1172 quan Berenguer de Boixadors i la seva muller Dolça confirmaren al monestir i l'Estany la donació del mas de Pereres. Formava part de la baronia de Segur. El 1245 s'ha confirmat que seguia essent del monestir.
A principis del segle XXI és una residencia dels germans de la Salle on hi tingueren un noviciat.